# دايفيد هولمغرين
دايفيد هولمغرين (بالإنجليزية: David Holmgren)‏ هو كاتب ومصمم ومهندس أسترالي، ولد في 1955 في أستراليا الغربية في أستراليا.

## وصلات خارجية
- دايفيد هولمغرين على موقع IMDb (الإنجليزية)